# Hausen (Bassa Baviera)
Hausen è un comune tedesco di 2 039 abitanti, situato nel land della Baviera.